# Горно-Ботуш'є
Горно-Ботуш'є (мак. Горно Ботушје) — село у Північній Македонії, входить до складу общини Македонський Брод Південно-Західного регіону.
Населення — 22 особи (перепис 2002), за етнічним складом — усі македонці.